# 圣科姆 (上莱茵省)
圣科姆（法語：Saint-Cosme，法語發音：[sɛ̃ kom] ⓘ）是法国上莱茵省的一个市镇，属于阿尔特基什区。

## 地理
圣科姆（47°40'54"N, 7°3'47"E）面积2.71 平方千米，位于法国大東部大區上莱茵省，该省份为法国东部内陆省份，是阿尔萨斯的一部分，今与下莱茵省组成了阿尔萨斯欧洲集体，其北临下莱茵省，西接孚日省，西南接贝尔福地区省，东侧沿莱茵河与德国相望，南与瑞士接壤。
与圣科姆接壤的市镇（或旧市镇、城区）包括：贝勒马尼、盖沃纳滕、雷普、沃蒂耶尔蒙、布雷绍蒙。
圣科姆的时区为UTC+01:00、UTC+02:00（夏令时）。

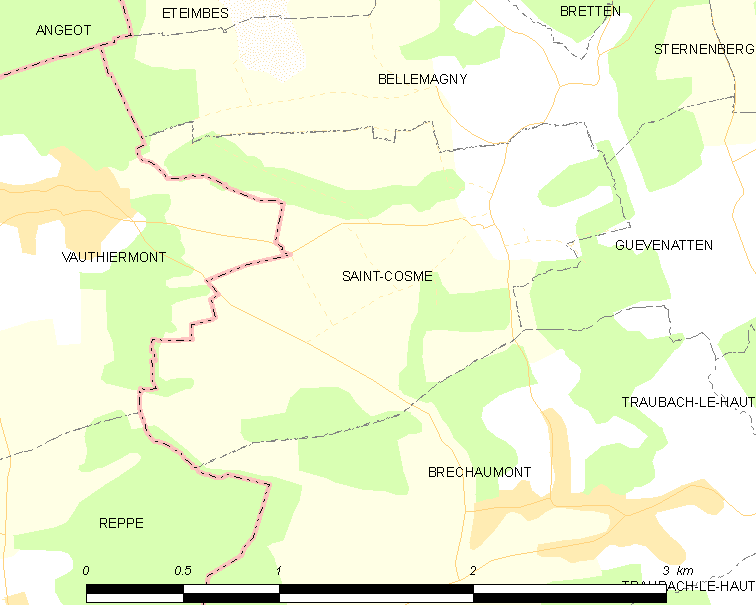
圣科姆的OSM定位图

## 行政
圣科姆的邮政编码为68210，INSEE市镇编码为68293。

## 政治
圣科姆所属的省级选区为马斯沃-尼德布吕克县。

## 人口

1962-2008年间圣科姆人口变化图示

圣科姆于2022年1月1日时的人口数量为77人。